# Orăștioara de Sus
Orăștioara de Sus (en hongrois : Felsővárosviz ; en allemand : Oberbroosenbach) est une commune de l'ouest de la Roumanie, située dans le județ de Hunedoara, en Transylvanie.

## Géographie
La commune, située à une vingtaine de kilomètres au sud-est de Deva, est formée par l'union de huit villages : Bucium (ro), Costești (ro), Costești-Deal (ro), Grădiștea de Munte (ro), Ludeștii de Jos (ro), Ludeștii de Sus (ro), Ocolișu Mic (ro), Orăștioara de Sus (ro). Elle est traversée par la rivière Orăștie (ro).

## Population
Selon le recensement de 2011, les habitants sont quasiment tous Roumains (98,32 % de la population) et chrétiens orthodoxes (96,78 % de la population).

## Sites archéologiques
Deux des forteresses daces des monts d'Orăștie sont situées près du village de Costești. Une troisième, Sarmizegetusa Regia, est située près de Grădiștea de Munte. Les restes d'un fort romain sont situés près du village de Bucium.

## Galerie

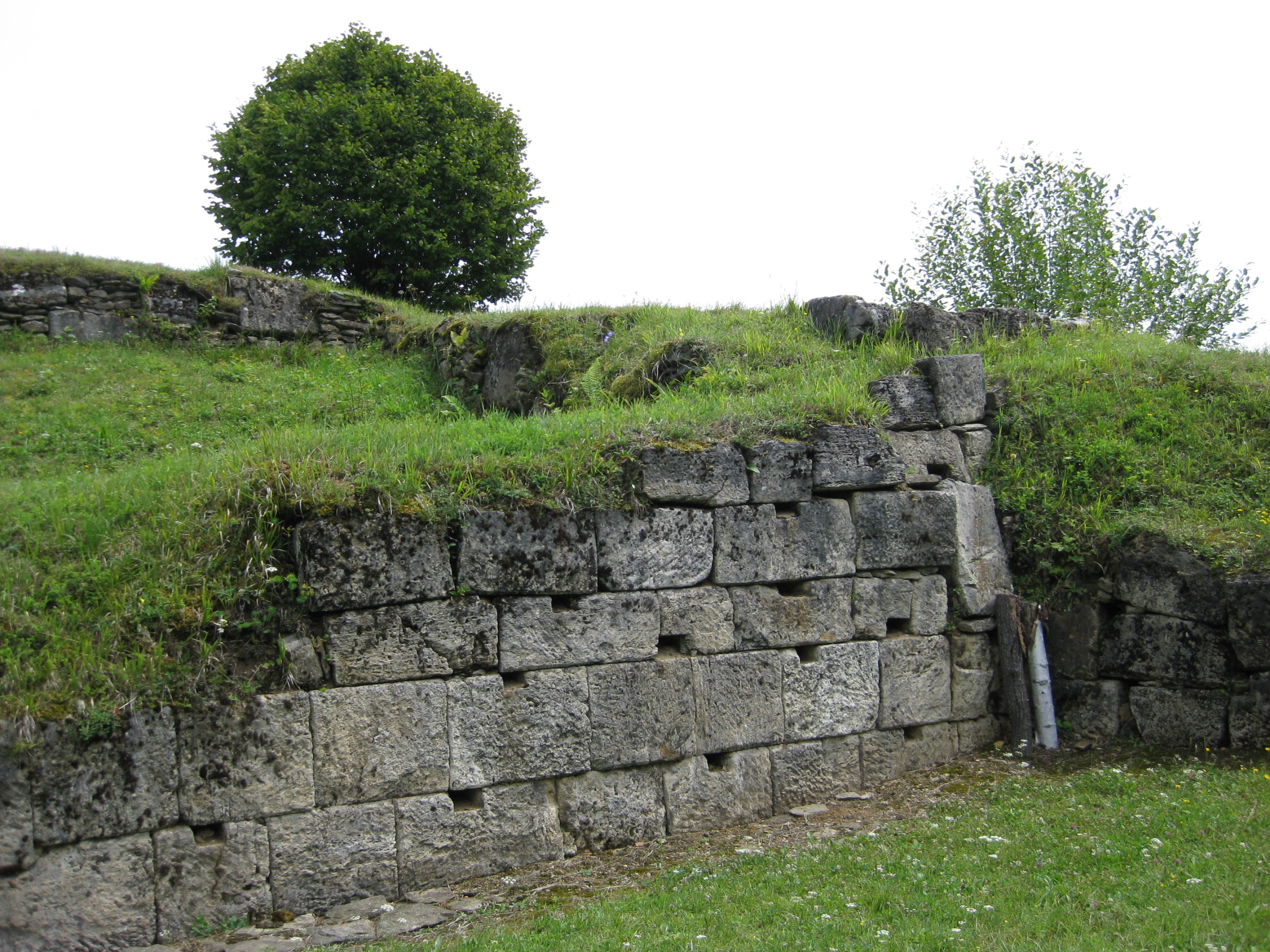
Ruines de l'ancienne forteresse dace de Costești-Blidaru
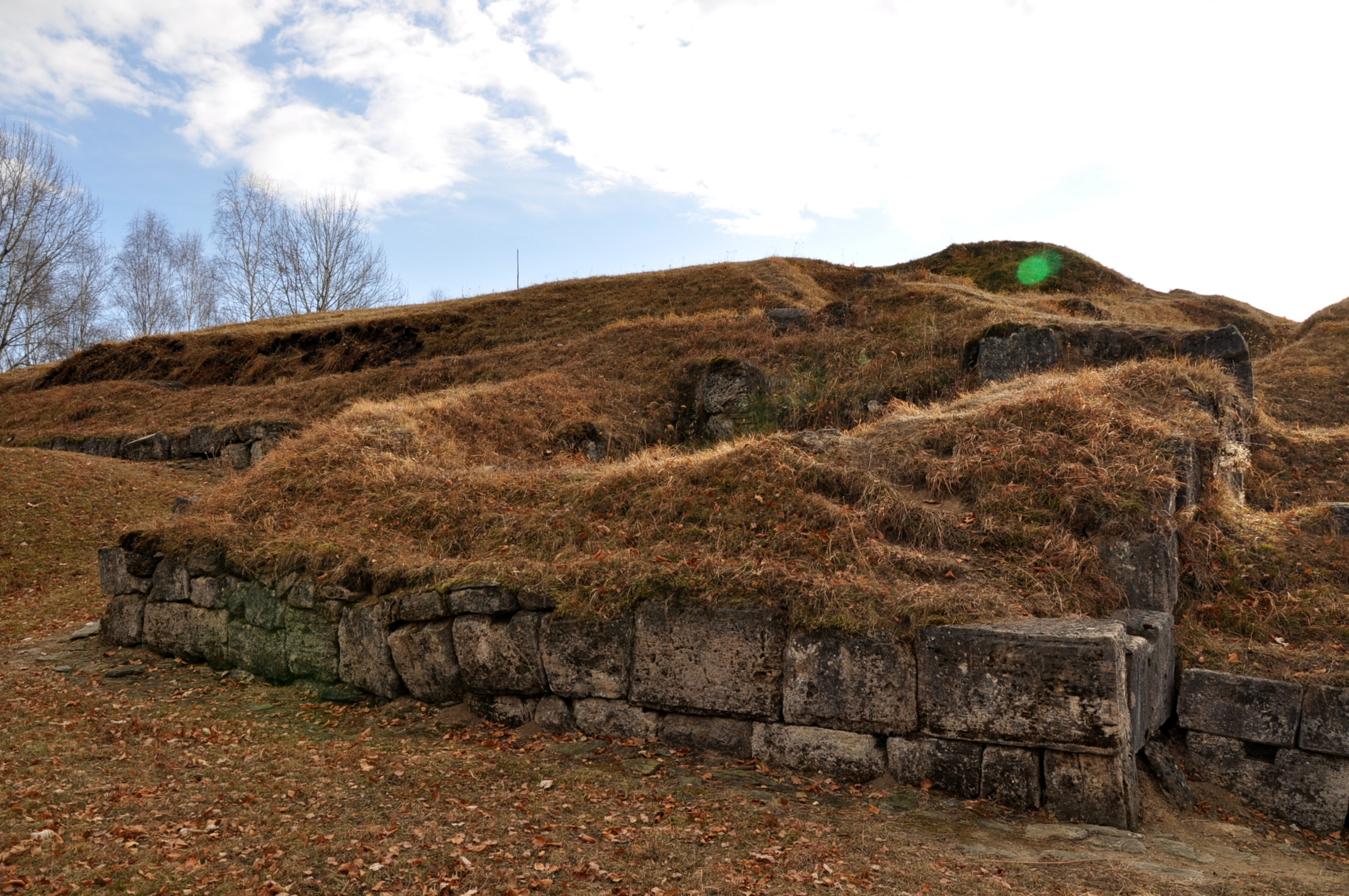
Ruines de l'ancienne forteresse dace de Costești-Blidaru
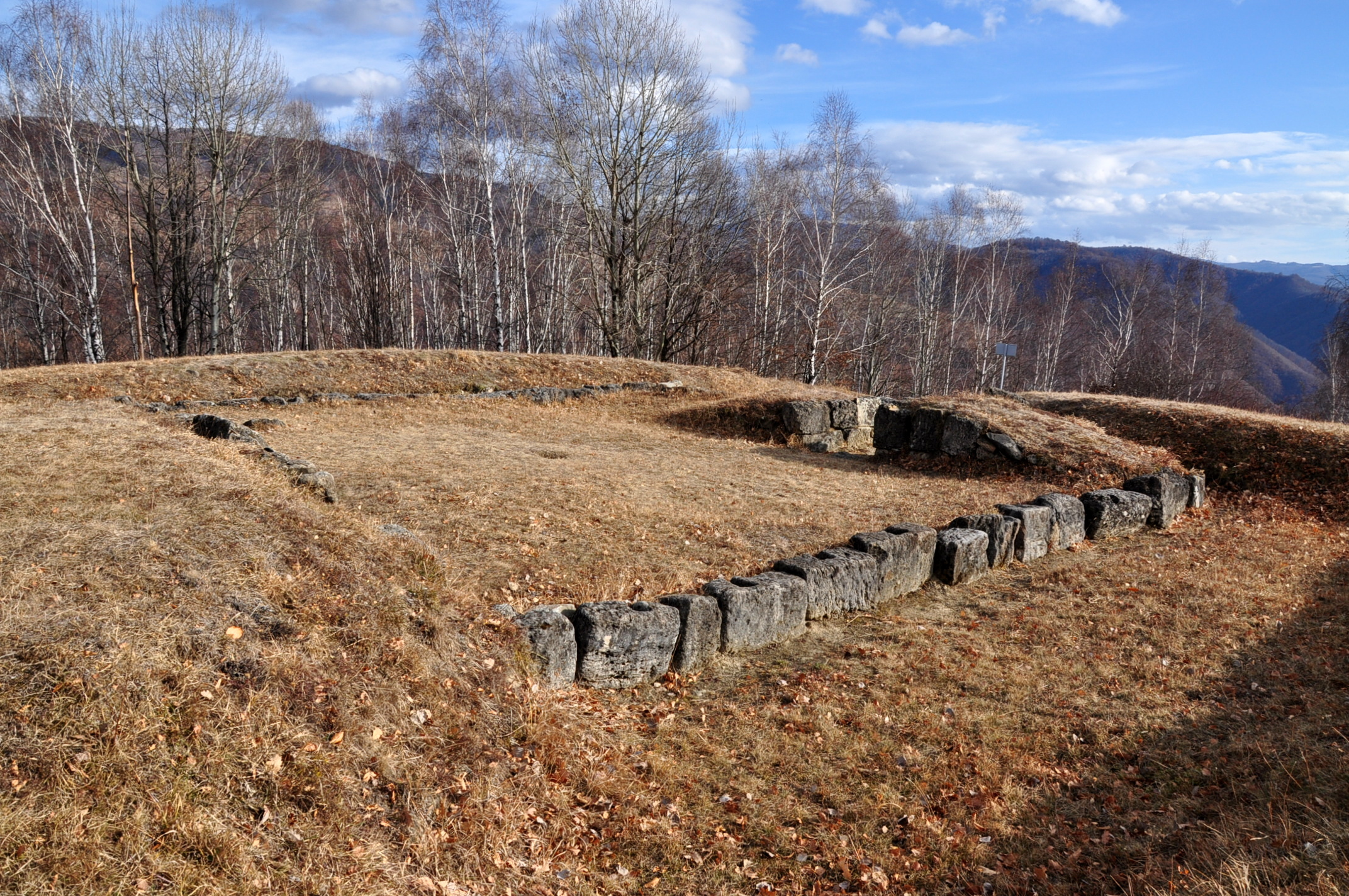
Ruines de l'ancienne forteresse dace de Costești-Blidaru
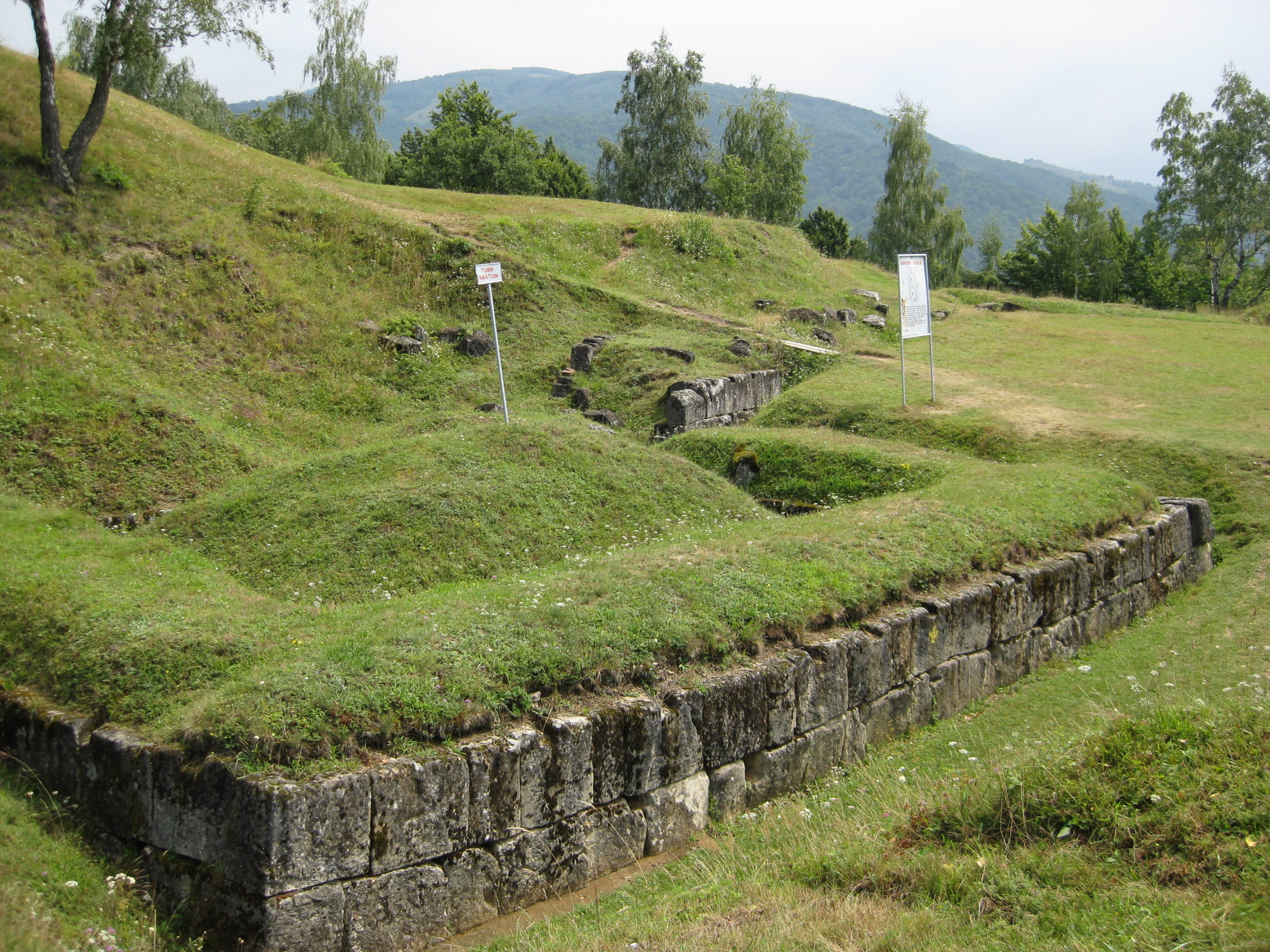
Ruines de l'ancienne forteresse dace de Costești
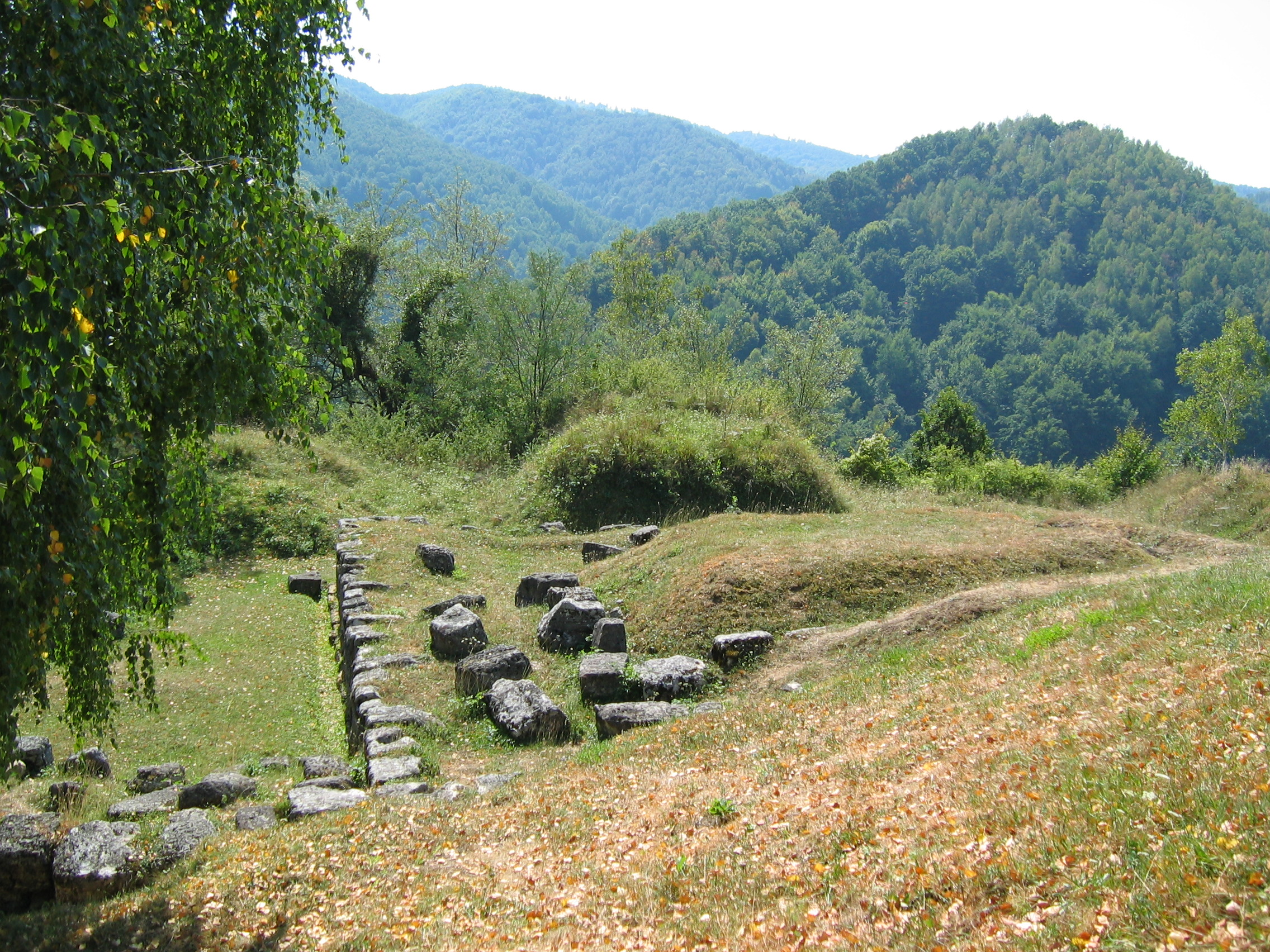
Ruines de l'ancienne forteresse dace de Costești